# لوی چی وو
لوی چی وو (به چینی: 呂志和博士) (زاده ۹ اوت ۱۹۲۹) کارآفرین، سرمایه‌دار و مدیر ارشد اجرایی هنگ کنگی زاده چین است، که در ماه ژانویه سال ۲۰۱۴ با دارایی خالص ۲۲ میلیارد دلار، به‌عنوان دومین فرد ثروتمند هنگ کنگ شناخته شد. وی در ماه مارس ۲۰۱۴ با دارایی ۲۱ میلیارد دلار از سوی مجله فوربز، در رتبه ۲۸ از فهرست ثروتمندترین افراد جهان قرار گرفت.